# Santuario (Colombia)
Santuario è un comune della Colombia facente parte del dipartimento di Risaralda.
L'abitato venne fondato da Julián Ortiz ed altri coloni nel 1886, mentre l'istituzione del comune è del 14 dicembre 1906, quando si separa da quello di Apía.